# Premi Pacem in Terris
El Premi Pacem in Terris de la Pau i la Llibertat ha estat lliurat anualment des de 1964 en commemoració de l'encíclica Pacem in Terris del papa Joan XXIII de 1963. Va ser creat pel Davenport Catholic Interracial Council (Consell Interracial Catòlic de Davenport) de la diòcesi de Davenport en l'estat de Iowa. Des de 1976 el premi ha estat presentat per la Pacem in Terris Coalition (Coalició Pacem in Terris) de Quad Cities. El 2005 la coalició estava integrada per la Diòcesi de Davenport, la Universitat de St Ambrose, l'Augustana College (Col·legi Universitari Augustana), les Churches United of the Quad-Cities (Esglésies Unides de les ciutats de Quad), La Congregació per la Humilitat de Maria i el CASI - The Center for Active Sèniors, Inc. (Centre d'Avis Actius).
Sis guanyadors del premi també van ser guanyadors del premi Nobel de la Pau - Martin Luther King, Jr, la Mare Teresa de Calcuta, l'Arquebisbe Desmond Tutu, Mairead Corrigan-Maguire, Adolfo Pérez Esquivel i Lech Wałęsa.

## Guanyadors del premi

### 2000–2010
- 2010 El pare John Dear
- 2009 Hildegard Goss-Mayr
- 2008 Monsenyor Marvin Mottet
- 2007 El bisbe Salim Ghazal
- 2005 Donald Mosley
- 2004 El Rev. Arthur Simon
- 2002 Les monges franciscanes Gwen Hennessey i Dorothy Hennessey
- 2001 Lech Wałęsa
- 2000 George Higgins

### 1990–1999
- 1999 Adolfo Pérez Esquivel
- 1998 La germana Helen Prejean CSJ
- 1997 Jim & Shelley Douglass
- 1996 El sacerdot Samuel Ruiz García
- 1995 Jim Wallis
- 1993 El pare Daniel Berrigan
- 1992 César Chávez
- 1991 María Julia Hernández
- 1990 Mairead Corrigan

### 1980–1989
- 1989 Eileen Egan
- 1987 L'arquebisbe Desmond Tutu
- 1986 El bisbe Maurice Dingman
- 1985 El cardenal Joseph Bernadin
- 1983 Helen M. Caldicott
- 1982 George F. Kennan
- 1980 El bisbe Ernest Unterkoefler
- 1980 Cristal Lee Sutton

### 1970–1979
- 1979 El bisbe Thomas Gumbleton
- 1976 La Mare Teresa de Calcuta
- 1975 Dom Hélder Câmara
- 1974 El senador Harold Hughes
- 1972 Dorothy Day

### 1964–1969
- 1969 Saul David Alinsky
- 1968 El pare James Groppi
- 1967 A. Philip Rondolph
- 1966 R. Sargent Shriver
- 1965 Martin Luther King
- 1964 John Howard Griffin i John F. Kennedy, (a títol pòstum)